# Turismo náutico

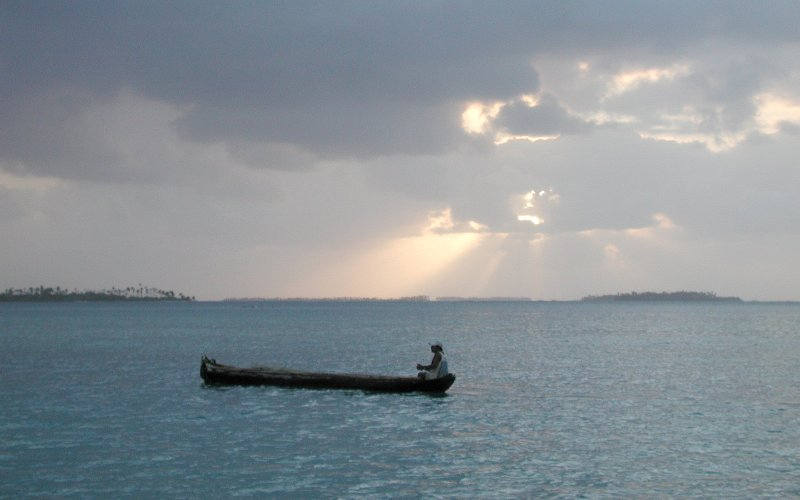
Un indio Kuna navegando por las aguas del Archipiélago de San Blas, frecuentemente visitadas por cruceros.

El turismo náutico son vacaciones activas en contacto con el agua que permiten realizar todo tipo de actividades náuticas en tiempo de ocio. Compartiendo la actividad náutica con el disfrute de la naturaleza y la oferta turística y recreativa de las diferentes regiones. Una manera cada vez más popular de combinar el amor al mar y la navegación con las vacaciones y actividades vacacionales.

## Generalidades
El turismo náutico es una modalidad turística que combina la navegación con la visita a destinos costeros, fluviales o lacustres. Además de constituir una forma de ocio que permite acceder a lugares de difícil acceso por otros medios, representa un sector de alta rentabilidad económica. Muchos viajeros que practican actividades de navegación suelen complementar su experiencia con otras modalidades de turismo acuático.  
La demanda de equipos, accesorios y servicios especializados ha propiciado el desarrollo de empresas dedicadas a este sector.
En algunos casos, los entusiastas del turismo náutico residen temporalmente en sus embarcaciones mientras permanecen en puertos, lo que genera una demanda sostenida de bienes y servicios locales. Para atender este mercado, se han construido puertos deportivos y marinas especialmente orientados a turistas náuticos en distintas regiones de Europa, América del Sur y Australia.

## Servicios

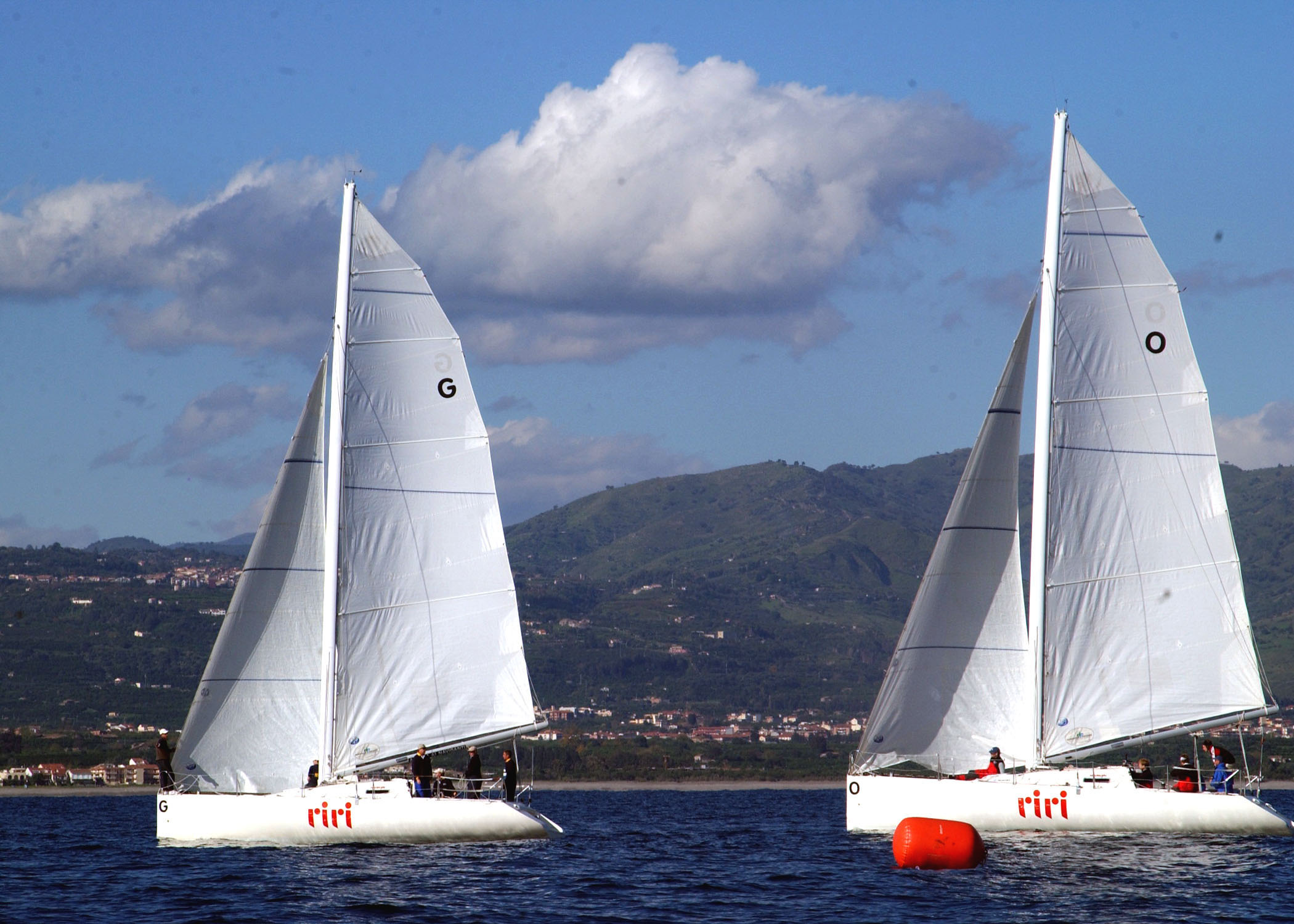
Embarcaciones a vela.

Los servicios turísticos disponibles en puertos deportivos que atienden a los turistas náuticos incluyen: 
- Arrendamiento de atraques para barcos de vela y turistas náuticos que viven a bordo.
- Alquiler de veleros para vacaciones y uso recreacional (chárter, cruceros y similares).
- Recepción, salvaguarda y mantenimiento de embarcaciones a vela.
- Provisión de stock (agua, combustible, suministros, repuestos, equipos y similares).
- Preparación y mantenimiento de buques de vela en orden.
- Proporción de información (pronósticos del tiempo, guías náuticas, entre otros).
- Alquiler de motos acuáticas y otros equipos de agua.
- Escuelas de vela.

## Por región

### Turismo Náutico en Europa y la Costa Mediterránea

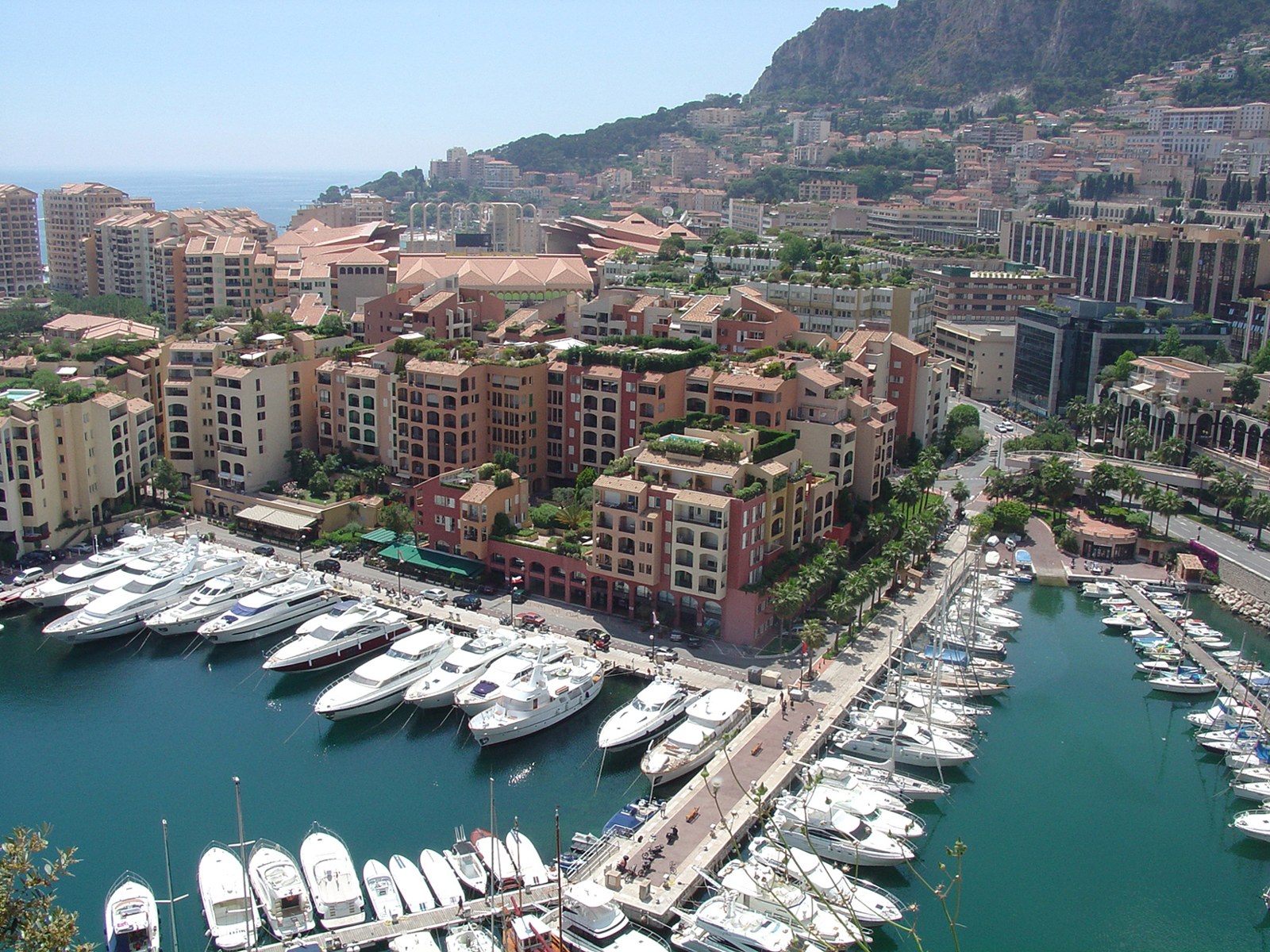
Puerto de Fontvieille (Mónaco), está construido en tierras ganadas al mar.

Cabe señalar que el 75 % de la navegación de recreo se desarrolla en el Mediterráneo, por ello es uno de los lugares en que tiene mayor impacto económico. Las zonas de mayor relevancia en el sector son: Mónaco, Costa Azul (Francia), Córcega (Francia), Cerdeña (Italia), Isla de Capri (Italia), Islas Baleares, Costa Blanca y Valenciana (España), Malta, Croacia y Grecia. Como destinos emergentes se destacan Chipre y Turquía. De todas estas zonas, cabe destacar que las Islas Baleares acogen el 25 % de la navegación del recreo del Mediterráneo, siendo el destino turístico de mayor demanda. Entre los lugares de mayor interés frecuentados por los turistas náuticos, también está la costa de Croacia, que ofrece servicios en más de 50 puertos, promocionándola como “El Mediterráneo tal como era”. Los esfuerzos de Croacia han tenido tanto éxito que se han ofrecido a la industria del turismo como un modelo de turismo náutico sostenible. Italia también ha realizado grandes esfuerzos para atraer turistas náuticos a sus puertos.
En las Islas Baleares, las autoridades han mostrado su preocupación por la proliferación de las embarcaciones de alquiler ilegales por lo que se ha puesto en marcha por parte de la Dirección de puertos de las Islas Baleares una campaña de control de las embarcaciones que pretendan realizar turismo náutico en aguas de Baleares

### Turismo Náutico en el Pacífico
Australia ha invertido US $1,5 mil millones en instalaciones diseñadas para atraer a turistas náuticos y promover el desarrollo del turismo náutico como un segmento de la industria turística.

### Turismo Náutico en América del Sur
El turismo náutico se ha vuelto popular en América del Sur, un segmento creciente de la industria a nivel mundial. El Ministerio de Turismo de Brasil tiene un sitio web dedicado al tema. Puerto Rico ha visto su cuota de crecimiento en el turismo náutico también. Para no ser superado, la Agencia de Desarrollo Económico de Chile ha puesto en marcha el Programa de Turismo Náutico de la Patagonia Chilena para desarrollar y atraer turistas náuticos a la costa chilena.

### Turismo Náutico en los Estados Unidos

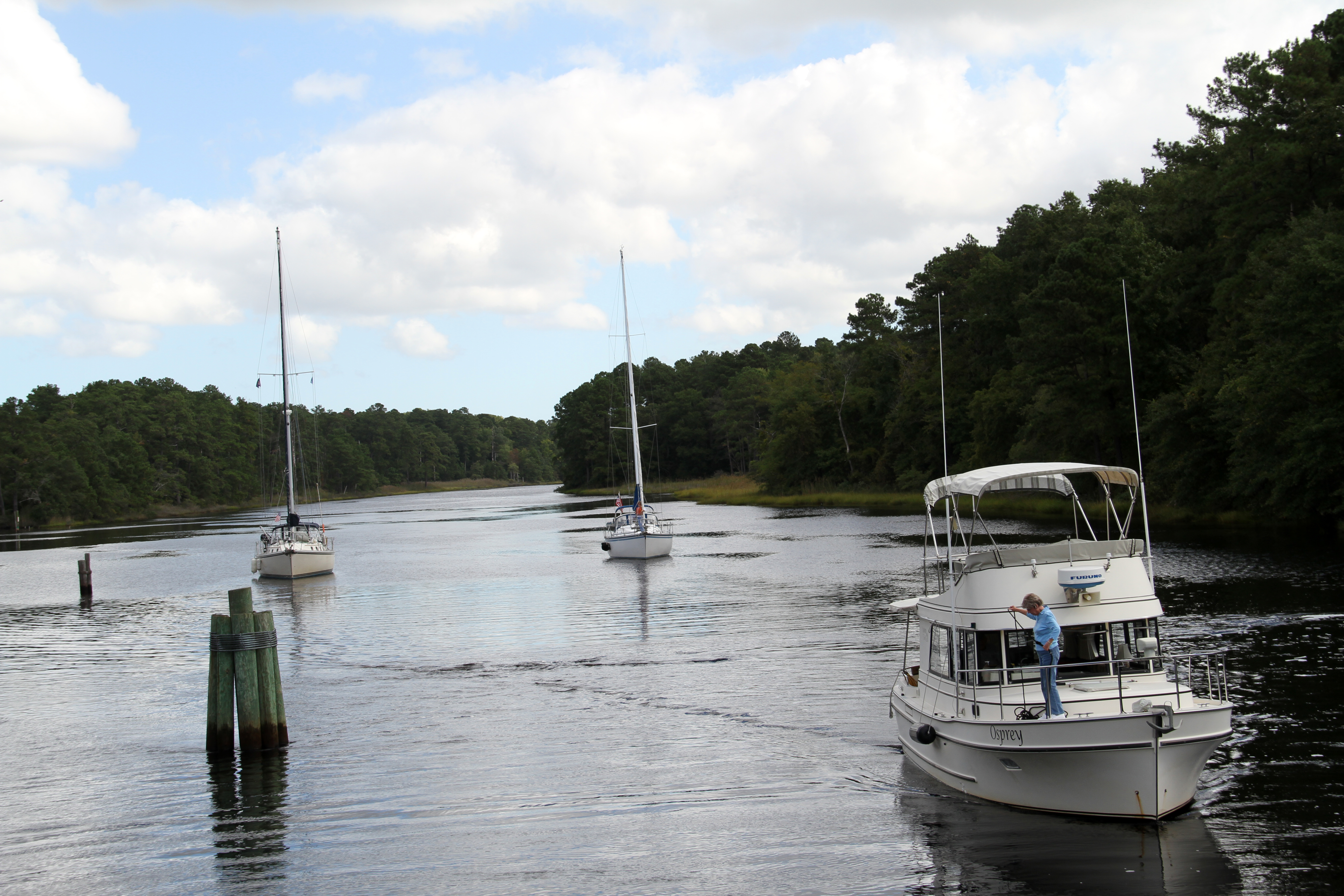
Embarcaciones navegando por el Intracoastal Waterway (Estados Unidos).

El turismo náutico es un gran negocio, incluso en los Estados Unidos. En el Sureste, la hidrovía Tennessee-Tombigbee, un río serpenteante y sistema de canales que atraviesa Alabama y Mississippi enlazando el río Tennessee con el golfo de México, se ha convertido en la pista de canotaje favorita para los turistas náuticos que quieren una ruta diversa con una vista panorámica. Originalmente concebida como una ruta de transporte alternativa para barcazas destinadas al Medio-Oeste, la ruta resultó muy incómoda para remolques grandes. Sin embargo, los amantes del canotaje la descubrieron como una gran vía para ver Centroamérica. Las paradas a lo largo del camino incluyen: Mobile y Demopolis en Alabama, y, Amory y Columbus en Misisipi. Viajando hacia el norte desde el golfo, los navegantes pueden seguir el río Tennessee, su intersección con el Ohio y viajar una ruta tortuosa de regreso al Golfo a través de Nueva Orleans.
Asimismo, el Canal Intracostero del Atlántico, que se extiende desde Texas hasta Nueva Jersey, ha proporcionado durante mucho tiempo a los turistas náuticos un canal bien marcado y un pasillo interior que permite a los navegantes viajar desde el norte de Texas hasta la costa del este sin tener que aventurarse en altamar. Usando esta ruta, los navegantes pueden parar en Galveston, Texas, y en un sinnúmero de pueblos en el sur de Louisiana, incluyendo Nueva Orleans. Más al oeste, Apalachicola ofrece un vistazo de Florida, en la forma que solía ser.

### Turismo Náutico en Caribe
Desde hace poco más de una década, las Islas Vírgenes Británicas, archipiélago ubicado en las Antillas Menores, se han destacado como un referente mundial en el chárter náutico. Con unos vientos consistentes del este, aguas claras y azules, un sol que sale todos los días y unas islas que están lo suficientemente cerca para navegar por vista, las BVI es un paraíso para los navegantes. Desde la isla capital principal de Tórtola, los marineros tienen gran variedad en un área de navegación de aproximadamente 32 millas de largo y 15 millas de ancho.